# .375 Ruger
Die Gewehrpatrone .375 Ruger entstand 2007, sie wurde in Zusammenarbeit der Firmen Ruger und Hornady für die Großwildjagd entwickelt.
Im deutschen Nationalen Waffenregister (NWR) wird die Patrone unter Katalognummer 1643 geführt.
Die .375 Ruger kann in Standard-Büchsensystemen wie dem Mauser System 98 problemlos untergebracht werden. Sie hat denselben Bodendurchmesser wie die .375 Holland & Holland Magnum, wegen des fehlenden Gürtels kann die Hülse dicker gehalten werden, wodurch das Hülsenvolumen steigt. Die 30-Grad-Schulter wurde weit nach vorn verlegt, was zusätzlich Platz für Schießpulver schafft. Das Ergebnis war eine Hülse, die bei 65,6 mm Länge (8 mm weniger als bei der .375 H&H Magnum) ein 8 Prozent größeres Hülsenvolumen aufweist.
Damit liegt die erzielbare Mündungsenergie leicht über der .375 H&H Magnum.
Die Patrone ist eine modernere Alternative zur älteren .375 H&H Magnum, einer typischen Gürtelpatrone mit langer Hülse. Die Hülsengeometrie der .375 Ruger begünstigt eine gute Leistungsausbeute in Bezug auf die Pulverladung. Weiterer Vorteil ist das bessere Durchzünden der Pulverladung, was der Verwendung von führigen Waffen mit kürzeren Lauflängen entgegenkommt. In der Praxis bedeutet dies, dass die Ruger aus einem 52 cm kurzen Lauf das gleiche Leistungsniveau wie die H&H aus einem 61 cm langen Lauf erreicht.